# Cancer productus
Cancer productus ist eine Krabbenart aus der Familie der Taschenkrebse. Sie ist an der Pazifikküste Nordamerikas verbreitet und wird dort aufgrund ihrer roten Färbung „Red rock crab“ genannt.

## Merkmale

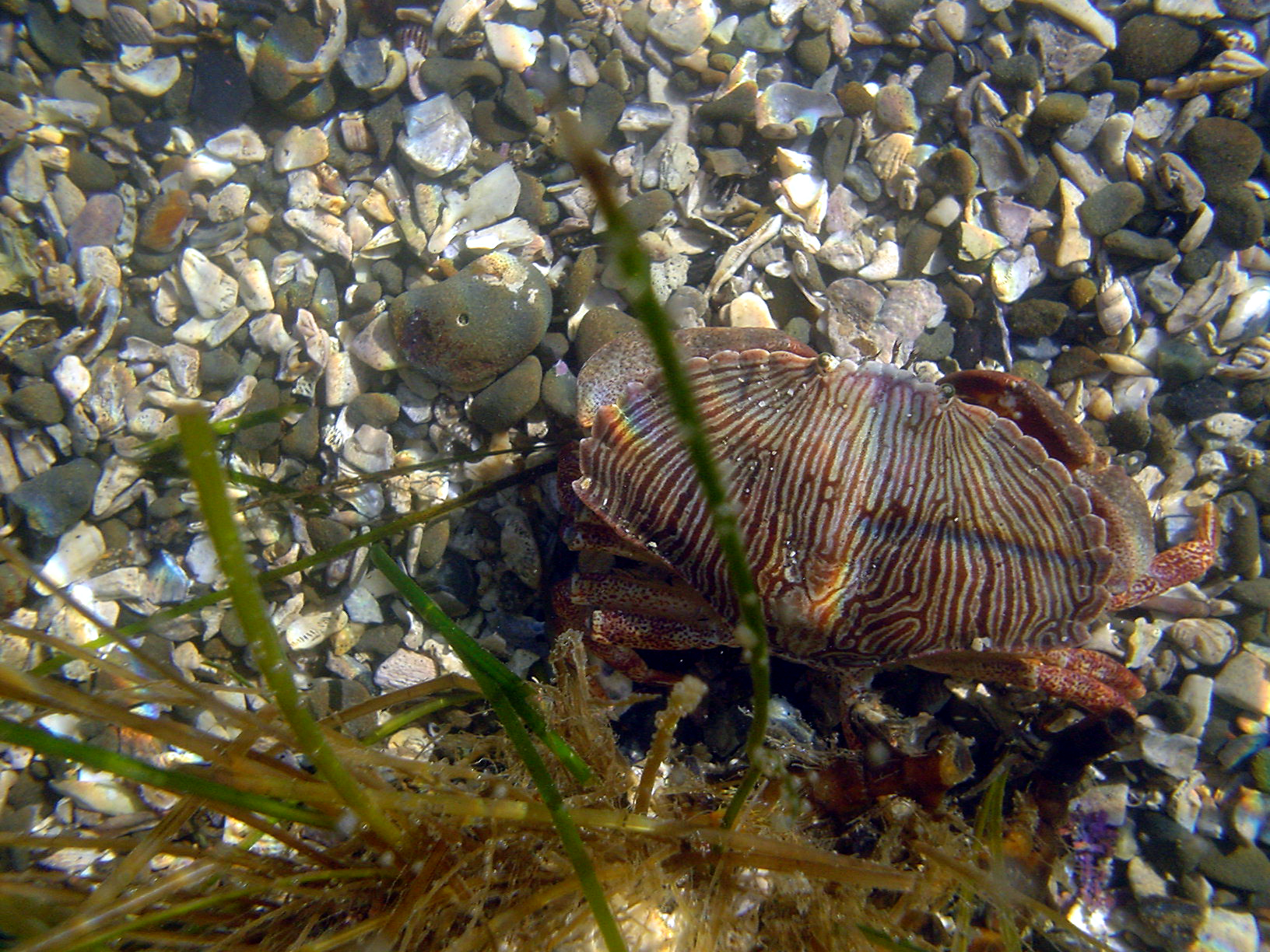
Beispiel von unterschiedlicher Färbung der juvenilen Individuen

Charakteristisch für Cancer productus sind die fünf etwa gleich großen Zähnchen zwischen den Augen, die im Vergleich zu den anderen Cancer-Arten weiter nach vorne reichen und deutlich vor den Augenhöhlen des Carapax liegen. Von diesem Merkmal ist auch das Artepitheton „productus“ abgeleitet, das „verlängert“ bzw. „vorgezogen“ bedeutet. Die Distanz zwischen den Augenhöhlen entspricht etwa einem Fünftel der Gesamtcarapaxbreite.
Jeweils seitlich der Augen befinden sich 10 Zähne, die nach hinten hin größer und spitzer werden. Wie bei allen Taschenkrebsen ist der Carapax breiter als lang. Er kann bei Männchen bis zu 20 cm und bei Weibchen bis zu 17 cm breit werden. Die Oberfläche des Carapax ist eher glatt sowie ohne Tuberkel oder deutliche Erhebungen, allerdings insgesamt uneben. Seine Färbung ist ziegelrot, bei Juvenilen ist er zunächst weißlich und wird im Laufe des Wachstums weiß-rot gestreift.
Der Dactylus des ersten Schreitbeins, der bewegliche Scherenfinger, ist an seiner Spitze schwarz. Dies unterscheidet Cancer productus von der ähnlichen Art Cancer magister. Der Prodopus des ersten Schreitbeins besitzt in Längsrichtung aufgereihte Tuberkel.

## Verbreitung und Lebensraum
Cancer productus ist an der Pazifikküste Nordamerikas verbreitet, vom Kodiak-Archipel im Norden, bis Laguna Beach, bzw. bis San Diego in Kalifornien im Süden. Die besiedelte Meerestiefe reicht von der Uferzone bis maximal 90 m. Die Habitate können felsig oder sandig sein. Cancer productus hält sich meist an Felsen auf und versteckt sich tagsüber, entweder unter Felsen oder eingegraben im Sand.
Die ältesten Fossilien von Cancer productus stammen aus dem Mittleren Pliozän.

## Ökologie
Cancer productus ist Fleischfresser. Zu den Beutetieren zählen Muscheln (unter anderem Leukoma staminea, Nuttalia obscurata, Venerupus philippinarum, Mytilus californianus und Austern), kleine Krebstiere, Rankenfußkrebse, Flohkrebse, Seegurken sowie viele weitere an den Küsten vorkommende Wirbellose und auch tote Fische.
Vor allem Juvenile sind Beute von Groppen, Paralabrax clathratus oder Morone chrysops. Auch die Pazifischen Riesenkrake ist ein Fressfeind von Cancer productus.
Die Paarung erfolgt im Sommer, kurz nachdem sich das Weibchen gehäutet hat. Bereits vor der Häutung trägt das Männchen das Weibchen unterhalb seines Abdomens mit sich. Auch nach der Häutung und der Begattung trägt und beschützt es das Weibchen solange, bis die Schale vollständig ausgehärtet ist. Die Zahl der Eier kann bis zu 600.000 betragen.
Typische Epibionten von Cancer productus sind neben Algen auch Rankenfußkrebse, vor allem Balanus crenatus.